# Viața lui Pi (film)
Viața lui Pi (titlu original în engleză Life of Pi) este un film dramatic american din 2012 regizat de Ang Lee și bazat pe romanul omonim din 2001 de Yann Martel. Rolurile principale au fost interpretate de actorii Suraj Sharma, Irrfan Khan, Adil Hussain.

## Prezentare
Un tânăr supraviețuiește unui dezastru pe mare și începe o călătorie epică de aventură și descoperire. În timp ce plutește în derivă, acesta formează o legătură neașteptată cu un alt supraviețuitor: un tigru bengalez. 

## Distribuție
- Piscine Molitor -"Pi" Patel
- Gautam Belur - Pi, age 5
- Ayush Tandon - Pi, age 11/12
- Suraj Sharma -  Pi, age 16
- Irrfan Khan - Pi, adult
- Rafe Spall - Yann Martel, the real-life Canadian novelist who wrote the novel Life of Pi
- Tabu - Gita Patel, Pi's mother
- Adil Hussain - Santosh Patel, Pi's father
- Ravi Patel - Pi's older brother:
- Ayan Khan - Ravi, age 7
- Mohamed Abbas Khaleeli - Ravi, age 13/14
- Vibish Sivakumar - Ravi, age 18/19
- Gérard Depardieu - the Cook
- Wang Po-chieh -  Sailor
- Jag Huang -  Sailor
- Shravanthi Sainath - Anandi, Pi's teenage girlfriend
- Andrea Di Stefano - the Priest
- Elie Alouf as Francis